# جونگ سون-اوک (بازیکن والیبال)
جونگ سون-اوک (انگلیسی: Jung Soon-ok؛ زادهٔ ۱۶ فوریهٔ ۱۹۵۵) بازیکن والیبال اهل کره جنوبی است.